# Кашперов, Владимир Никитич
Владимир Никитич Кашперов (1826, Чуфарово Симбирской губернии — 1894, Романцево Можайского уезда) — русский композитор.

## Биография
Родился 25 августа 1826 года в имении Чуфарово Симбирской губернии в семье Никиты Прохоровича Кашперова (1783–1833), участника Отечественной войны 1812 года и Заграничных походов русской армии 1813–1814 годов, и его жены, Любови Ивановны, урожд. Бекетовой (1791–1830).
В 1844 окончил в Петербурге школу гвардейских подпрапорщиков, служил в лейб-гвардии кирасирском полку. Участник Севастопольской компании 1853 года.
Оставив военную службу, посвятил себя музыке. Обучался игре на фортепиано у А.Л.Гензельта и Ж. Фогта. По рекомендации М. И. Глинки в 1850-х годах брал уроки теории композиции у З. Дена в Берлине. До 1865 находился в Италии, где постигал основы вокального искусства. С 1865 жил в Москве.
В 1866 — 1972 преподавал в Московской консерватории, затем открыл частные курсы пения. В 1890 – 1894 преподаватель пения в земских школах Московского уезда. Ученики: К. Алелеков, П. Богатырев, А. Глинка-Измайлов, А. Городцов.
Ученик известного теоретика З. Дена, пользовался советами М. И. Глинки. Профессор Московской консерватории. Первая опера Кашперова — «Цыгане» (1850). В миланском театре Каркано была исполнена в 1859 его опера «Мария Тюдор». Написал также оперы «Риэнци» (1863), «Грозу» (на текст Островского, поставлена в Москве и в Петербургском Мариинском театре 1867), «Тарас Бульба» (поставлена в Москве в 1893). Кашперов сочинял романсы, основал общество хорового пения в Москве, имел свою музыкальную школу, деятельно занимался православным церковным пением и поместил ряд этюдов по этому предмету в «Руси» И. С. Аксакова в 1881 году.
Написал романсы на стихи А. С. Пушкина «Я вас любил», «На холмах Грузии», «Я позабыл ваш образ милый» и др.
В 1869 под его руководством вышла в России книга «Школа пения» Л. Лаблаша на русском языке.
В. Н. Кашперов был дружен с Дж. Гарибальди, А. И. Герценом, Н. П. Огаревым, М. И. Глинкой, А. С. Даргомыжским, князем В. Ф. Одоевским, И. С. Тургеневым. Организатор Общества любителей церковного пения, один из учредителей и член комитета Общества драматических писателей и оперных композиторов (1874). Основатель бесплатных хоровых классов.
Умер 26 июня 1894 года в селе Романцево Можайского уезда Московской губернии.

## Семья
Его жена — Адель Николаевна Кашперова (урождённая Бекетова; 1828—1893) — певица (сопрано). Для неё Глинка написал «Школу пения».
В семье было восемь детей: пятеро сыновей и три дочери.  В.П.Зилоти (дочь П.М.Третьякова и жена А.И.Зилоти) в своих воспоминаниях писала: «У Кашперовых было много детей, некоторые из них бывали у Боткиных. Екатерина Владимировна была актрисой; Николай Владимирович — военным, во всяком случае в то время, высокий, тонкий, с серыми «морскими» глазами, с зачесанными назад волосами, словно какой-то архангел воииственный на византийской иконе. Встречала и Владимира Владимировича — очень милого по виду, небольшого роста. Большая, интересная, культурная семья».
Сыновья:
- Андрей (род. 1857). Его жена — дочь А.Л.Линберга Вера (род. 1868)
- Николай (1860—1930-е). Окончил Александровское военное училище[3]. Выйдя в отставку, служил в земской управе в Коломне[4]. Музыкант-любитель, играл на виолончели. После 1917 года остался в Коломне, стал первым директором Детской музыкальной школы имени А.А.Алябьева, открытой в 1919 году в Коломне, во многом, по его инициативе[5].  В 1930-е годы был репрессирован[6][7].
- Владимир, государственный служащий, в 1900 году — земский начальник в Богородском уезде.[8]

Дочь — Елизавета (1871—1936), пианистка, композитор, педагог.

## Память
28 августа 2011 года в Чуфарово состоялась Открытая конференция имени В. Н. Кашперова.

## Сочинения
- Кашперов В. Н. Воспоминание о М. И. Глинке Архивная копия от 5 января 2012 на Wayback Machine // Русский архив, 1869. — Вып. 7. — Стб. 1137—1144.
- Кашперов В. Н. Певческие упражнения для начальных училищ. — М., 1893.
- Письма А. С. Даргомыжскому // Русское обозрение, 1894, кн. 8, с. 819—822. 
  - Заметки о церковном пении в России // Русь. 1881, 53, 55;
  - О церковном православном пении // Баян. 1888, 16–17.